# Гаджиева, Аджаб Магерам кызы
Аджаб Магеррам кызы Гаджиева (азерб. Əcəb Məhərrəm qızı Hacıyeva; род. 1924, Марзили, Агдамский уезд) — советский азербайджанский виноградарь, Герой Социалистического Труда (1950).

## Биография
Родилась в 1924 году в селе Марзили Азербайджанской ССР (ныне Агдамский район).
С 1938 года рабочая, с 1945 года звеньевая, виноградарь Карабахского виноградарского совхоза № 1 Мартунинского района Нагорно-Карабахской АО. В 1949 году получила урожай винограда 165,4 центнеров с гектара на площади 3,5 гектаров.
Указом Президиума Верховного Совета СССР от 4 сентября 1950 года за получение высоких урожаев винограда на поливных виноградниках в 1949 году Гаджиевой Аджаб Магеррам кызы присвоено звание Героя Социалистического Труда с вручением ордена Ленина и золотой медали «Серп и Молот».
Член КПСС с 1952 года.
С 2002 года президентский пенсионер.